# Spitzmeilen
De Spitzmeilen is een 2501 meter hoge berg in de Glarner Alpen in Zwitserland. De top heeft een markante spitse vorm en steekt als een tand omhoog vanuit de omliggende hellingen. De Spitzmeilen ligt op de kantonsgrens tussen Glarus en Sankt Gallen.
In de directe omgeving ligt de iets lagere Wissmilen (2483 m), die via de Wissmilenpass overgaat in de Magerrein (2524). Ten noorden van de Spitzmeilen ligt het kleine skigebied Flumserberg. De Spitzmeilen kan eenvoudig worden bereikt vanuit de Spitzmeilenhütte of het in het Sernftal gelegene Engi. Alleen de laatste passage om de steile top te bereiken is lastig. Hiervoor moet een stuk in moeilijkheidsgraad I tot II geklommen worden. In de winter wordt de berg ook in skitouren opgenomen.